# Solens son
Solens Son (The Son of the Sun) är den första Disneyserien skapad av Don Rosa.
Den handlar om Joakim von Anka som, med Kalle Ankas och Knattarnas hjälp, tävlar mot Guld-Ivar Flinthjärta om att lokalisera och inregistrera den största inkaskatten. De åker till Anderna för att söka efter inkaguldet och finner där Manco Capacs tempel.